# Lavaredohütte
Horská chata Lavaredohütte (italský název Rifugio Lavaredo) je soukromé horské útočiště vybudované horským vůdcem Francescem Corte Colò „Mazzetta“ v Sextenských Dolomitech (provincie Belluno, Itálie) v nadmořské výšce 2344 m n. m.. Nachází se východně od horských štítů Drei Zinnen a leží v oblasti v níž probíhala válka o Dolomity v letech 1915–1918. K chatě Lavaredohütte lze dojít pěšky od chaty Auronzohütte, kde se nalézá velké parkoviště a zastávka autobusové dopravy (příjezd po placené silnici), za cca 30 minut, a proto je oblíbenou zastávkou na cestě k Paternsattelu na okružní trase kolem Drei Zinnen.

## Přístupnost
- od chaty Auronzohütte, 30 minut chůze
- pěší výstup z Misuriny (cesta 101, doba chůze 2,5 hodiny)

## Přechody
- k chatě Dreizinnenhütte přes Paternsattel, (cesta 101, doba chůze 1 hodina, trasa pro horská kola)
- k chatě Büllelejochhütte přes Oberbacherjoch, (doba chůze 1¼ hodiny).
- k chatě Zsigmondyhütte (2,5 hodiny chůze).

## Výstupy na okolní vrcholy
- Paternkofel (2744 m, via ferrata)
- Obernbachernspitze (2675 m)
- Různé horolezecké výstupy na Drei Zinnen

## Galerie

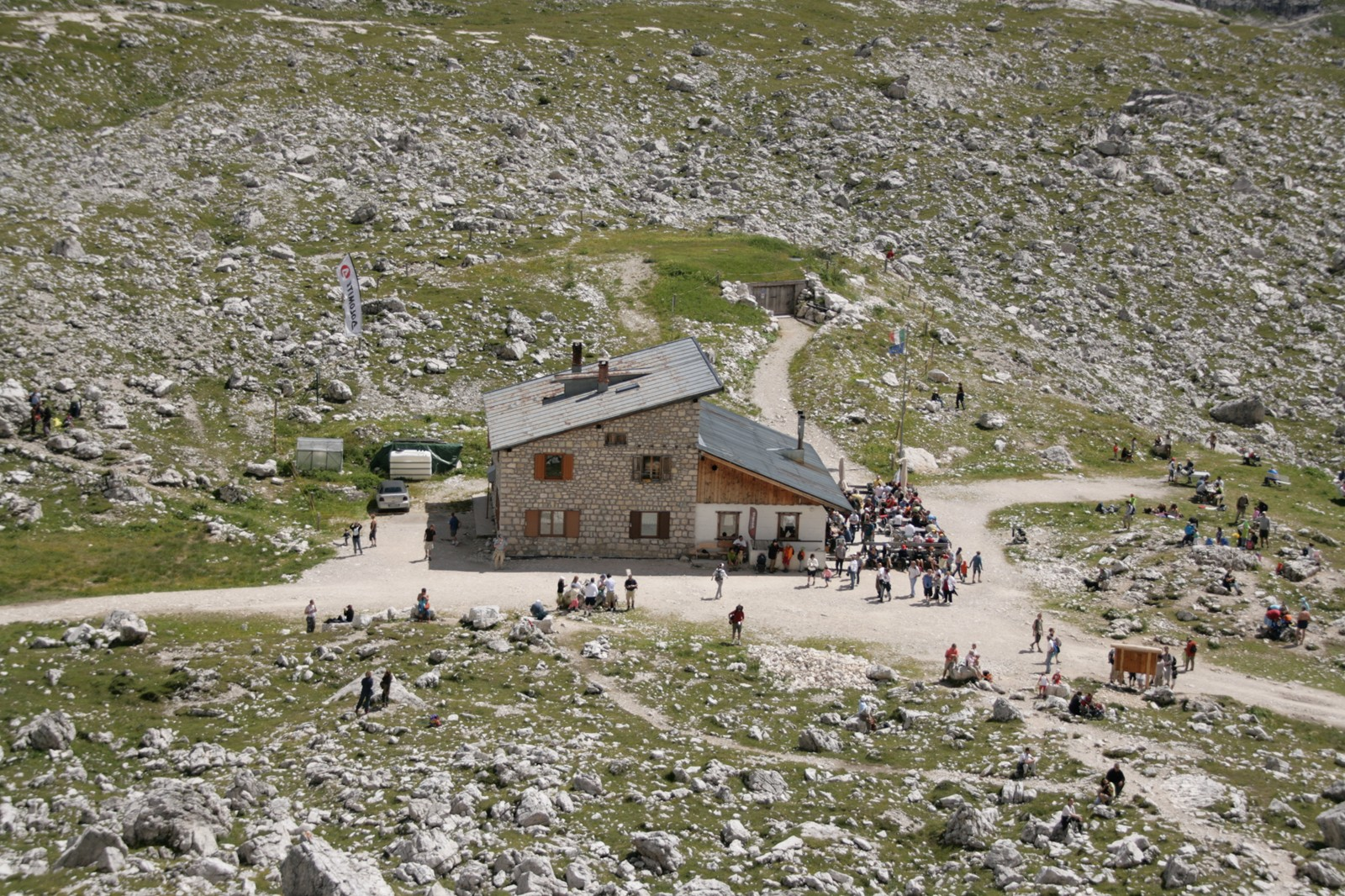
Lavaredohütte
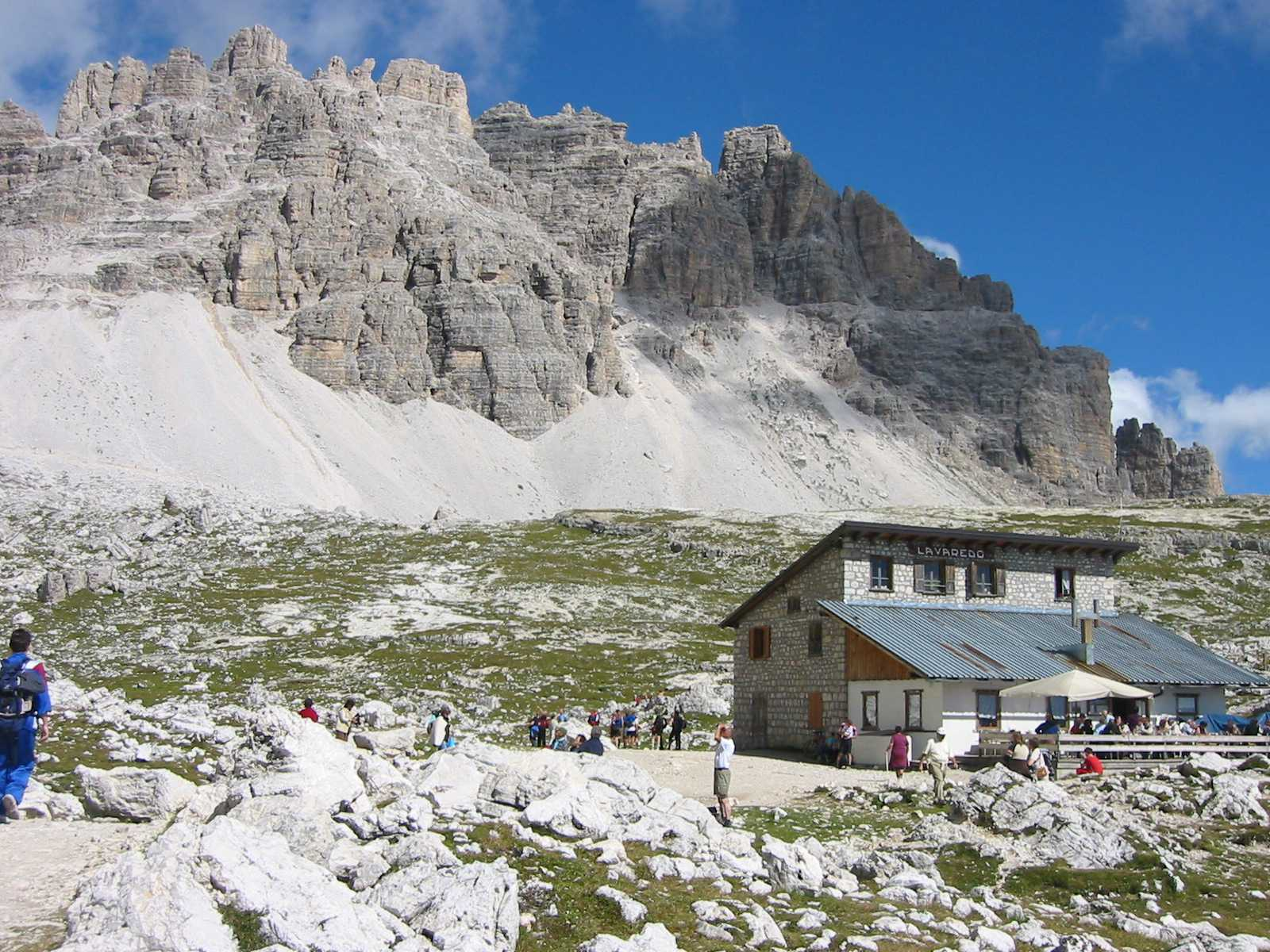
Lavaredohütte
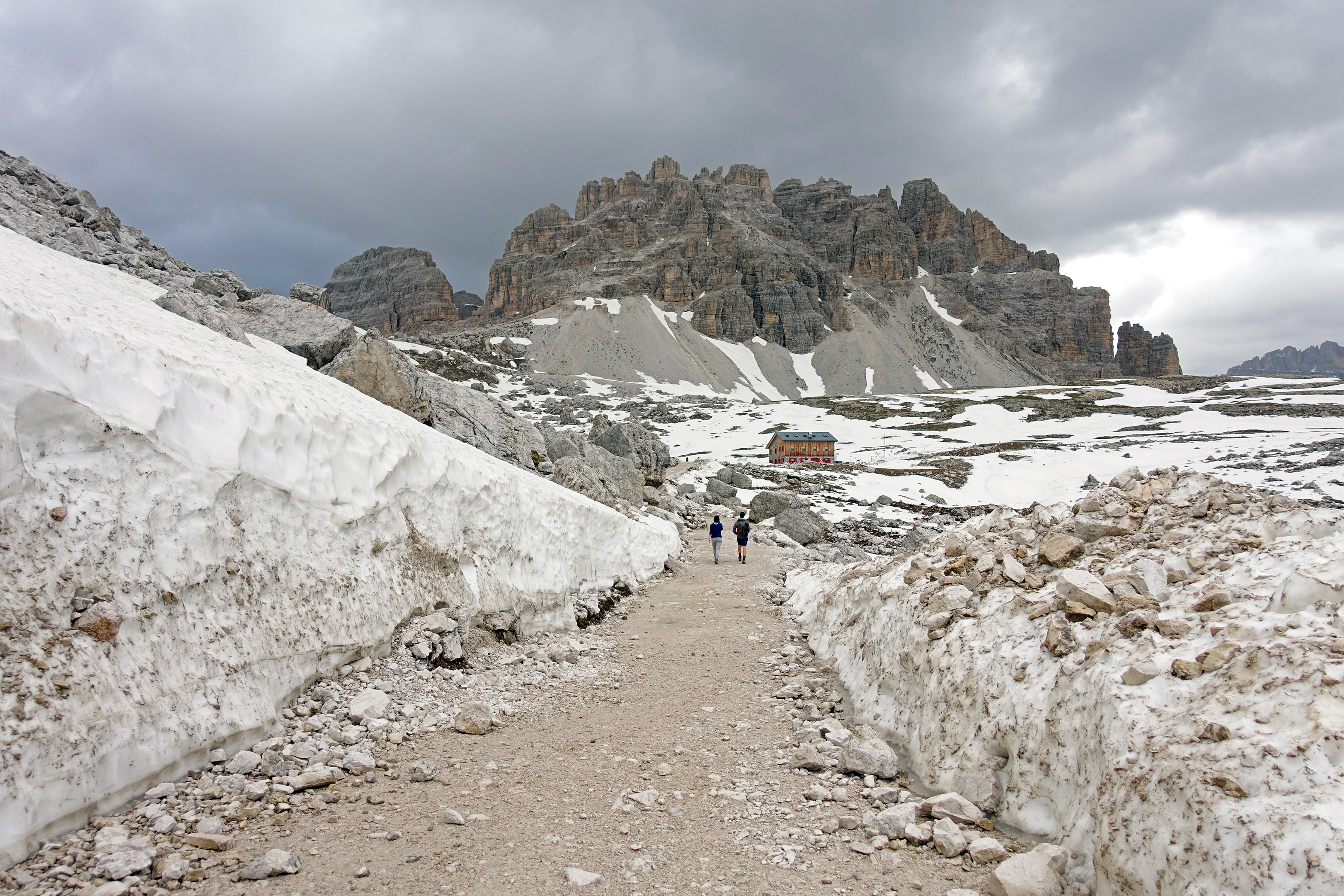
Jarní cesta k Lavaredohütte
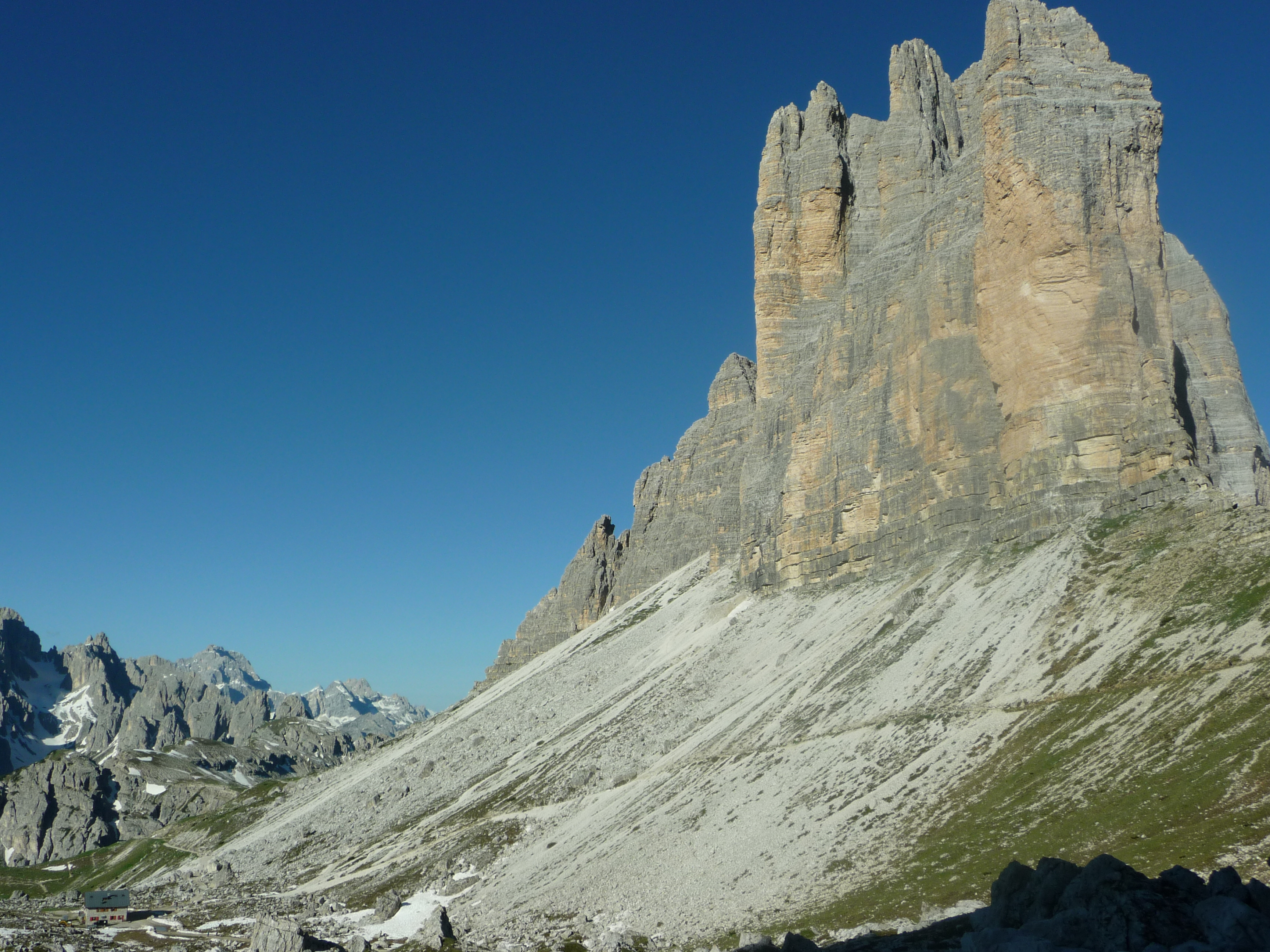
Lavaredohütte pod vrcholy Drei Zinnen